# Ernst Zierke
Ernst Theodor Franz Zierke (* 6. Mai 1905 in Krampe; † 23. Mai 1972 in Celle) war ein deutscher SS-Unterscharführer und an der „Aktion T4“ und der „Aktion Reinhardt“ beteiligt.

## Leben
Nachdem er die Volksschule im Alter von 13 Jahren verlassen hatte, arbeitete er als Maler und Holzfäller. Der NSDAP und SA trat er 1930 bei. Später wurde er auch Mitglied der SS. Von 1934 bis 1940 war Zierke als Krankenpfleger in der Heil- und Pflegeanstalt Neuruppin tätig.
Seine Dienstverpflichtung zur „Aktion T4“ erfolgte im Januar 1940. Zierke war in den Euthanasieanstalten Grafeneck, Hadamar und Sonnenstein als Pfleger und Fahrer eingesetzt. Nach dem offiziellen Ende der Euthanasie wurde Zierke von Ende 1941 bis März 1942 von der Organisation Todt bei Verwundetentransporten an der Ostfront bei Wjasma eingesetzt.
Danach wurde er von Juni 1942 bis März 1943 im Vernichtungslager Belzec eingesetzt. Dort war er in unterschiedlichen Funktionen tätig und nahm auch an der Erschießung von Juden teil. Im März 1943 wurde er in das SS-Arbeitslager Dorohucza versetzt und ab Anfang November 1943 in das Vernichtungslager Sobibor. Dort war er bis zum Dezember 1943 bei der Liquidierung des Lagers und der Erschießung der letzten jüdischen Insassen beteiligt. Danach wurde er in der Operationszone Adriatisches Küstenland zur Sonderabteilung Einsatz R nach Triest versetzt, die der „Judenvernichtung“, der Konfiszierung jüdischen Vermögens und der Partisanenbekämpfung diente.
Nach Kriegsende war er in Kriegsgefangenschaft. Ende Januar 1963 wurde Zierke inhaftiert. Im Belzec-Prozess war Zierke wegen der Beihilfe zum gemeinschaftlichen Mord in 360.000 Fällen angeklagt und wurde am 30. Januar 1964 aufgrund von Befehlsnotstand außerhalb gerichtlicher Verfolgung gesetzt. Im Sobibor-Prozess war Zierke wegen der Beihilfe zum gemeinschaftlichen Mord an 30 Personen angeklagt und wurde am 15. Januar 1965 aufgrund von Befehlsnotstand wiederum außerhalb gerichtlicher Verfolgung gesetzt.
Zierke starb am 23. Mai 1972 in Celle.